# Pequeno ARN nuclear
Os pequenos RNA nucleares (em inglês, small nuclear RNA, abreviado como snRNA) são uma classe de pequenas moléculas de RNA que podem ser encontradas dentro do núcleo de células eucarióticas. São transcritos pela RNA polimerase II ou pela RNA polimerase III e estão envolvidos numa variedade de importantes processos tais como o splicing de RNA, a regulação de factores de transcrição ou RNA polimerase II, e manutenção do telómero. Estão sempre associados a proteínas específicas e estes complexos são denominados pequenas ribonucleoproteínas nucleares (snRNP). Estes elementos são ricos em uridina.